# Revolutionskrigene
Revolutionskrigene eller De Franske Revolutionskrige er betegnelsen for de europæiske storkrige 1792-1803, og som skyldtes reaktionerne på den Franske Revolution. Dels på grund af ønsket om at ekspandere på Frankrigs bekostning, dels af frygt for en spredning af revolutionære ideer sluttede de tyske stormagter Preussen og Østrig sig sammen 1791-92 og indtog en truende holdning. Frankrig erklærede begge lande krig, og året efter gik Storbritannien ind i krigen. Krigslykken skiftende meget: i sommeren 1792 var Frankrig ved at blive invaderet, men Frankrig angreb fjenden og afværgede faren. Det lykkedes den franske hær at holde koalitionsmagterne ude, bortset fra visse engelske landgangsforsøg. Fra 1795 havde Frankrig fremgang, besatte Forenede Nederlande og tvang Preussen ud af krigen. Napoleons sejrrige felttog 1797 tvang Østrig ud af krigen. Det isolerede England fik fra 1798 ny hjælp først fra Rusland og senere fra Østrig. Men Frankrig – fra 1799 ledet af Napoleon – holdt stillingen. I 1802 sluttede England som den sidste koalitionsmagt fred og anerkendte den franske republik. Krigen genoptoges dog året efter, nu som Napoleonskrigene.
Koalitionerne mod Frankrig under Revolutionskrigene:
- 1. koalition 1792-97 (Preussen, Østrig, Storbritannien, Spanien samt de fleste tyske stater)
- 2. koalition 1798-1801 (Storbritannien, Rusland, Østrig samt flere mindre stater)

De kan deles i to afsnit:
- 1792—95, da krigskunsten på den ene side kom i stærkt forfald, på den anden side tog et stærkt opsving, og
- 1796—1800;

De indledtes ved samtidig optræden af to fremragende feltherrer, Ærkehertug Karl af Østrig og general Napoleon Bonaparte.

## 1792
Charles François Dumouriez, den franske krigsminister, ville komme de allieredes angreb i forkøbet ved et indfald i Forenede Nederlande, der ville rykke frem mod Paris. April—juni rykkede den franske nordhær (36.000 mand under Rochambeau) mod Tournay og Mons. En anden hær (28.000 mand under Lafayette) rykkede fra Sedan mod Namur for at overraske østrigerne (35.000 mand under hertugen af Sachsen-Teschen); men angrebet afvistes, og franskmændene måtte gå tilbage over grænsen.
Under Hertugen af Braunschweig stod 85.000 mand (deriblandt 15.000 østrigere og 20.000 franske emigranter og hessere) ved Rhinen; lige over for stod 40.000 mand under Nicolas Luckner ved Metz. 15. juli rykkede Hertugen af Braunschweig fra Mainz og Koblenz gennem Luxemburg mod Verdun, hertugen af Clerfait med østrigerne mod Montmédy, emigranterne over Landau, mens Sachsen-Teschen skulle angribe fæstningerne i Nordfrankrig. 23. august indtoges Longwy, 2. september Verdun, hvorefter Hertugen af Braunschweig og Clerfait, efter at være marcheret over Argonnernes nordlige passer, 20. september stod ved Valmy, hvor de traf 50.000 mand, som Dumouriez havde samlet ved St Menehould. "Kanonaden" ved Valmy rystede den preussiske hær således, at Hertugen af Braunschweig afsluttede en konvention, hvorved Dumouriez lovede ham uforstyrret afmarch til Koblenz. Sachsen-Teschen havde nået Lille 24. september og bombarderet byen 29. september—4. oktober, men hævede belejringen, da han erfarede Hertugen af Braunschweigs tilbagetog.
Østrigerne forfulgtes af François Christophe de Kellermann, mens Dumouriez 21. oktober samlede 50.000 mand ved Valenciennes, hvormed han 6. november slog østrigerne ved Jemappes og derefter besatte hele Belgien. Rhinhæren (20.000 mand under Adam Philippe hertug af Custine), var fra Metz rykket ind i Pfalz. Den havde 30. september erobret Speyer, 22.—23. oktober Mainz og Frankfurt; Frankfurt blev rømmet 2. december, da Hertugen af Braunschweig fra Koblenz vendte sig derimod.

## 1793

### Nordfrankrig
Ludvig 16. af Frankrigs henrettelse fremkaldte den 1. koalition mellem Østrig, Preussen, Tyskland, England, Holland, Portugal, Sardinien, senere Spanien og Rusland, mens borgerkrigen udbrød i Vendée. Den franske nordhær rykkede februar 1793 ind i Holland og lod Maastricht belejre. Hertugen af Coburg, der var afgået med 70.000 østrigere fra Köln, slog først franskmændene 1. marts ved Boer, hvorved Maastricht blev undsat, og dernæst Dumouriez, som havde samlet 42.000 mand, 18. marts ved Neerwinden (navnlig ved ærkehertug Karls indgriben) og 22. marts ved Löwen, hvorefter franskmændene gik tilbage til Nordfrankrig, Dumouriez over til Coburg. Denne afventede englændernes og hollændernes ankomst i stedet for at rykke rask frem; kun Condé erobredes 13. juli, Valenciennes 28. juli.
Englænderne gik imidlertid på egen hånd til Dunkerque, men blev 6. september slåede ved Hondschoote af Jean Nicolas Houchard, som dog 15. september selv led et nederlag ved Courtrai, hvorefter Jean-Baptiste Jourdan blev overgeneral. Han vendte sig mod Coburg, som belejrede Maubeuge, og slog ham tilbage.
Hertugen af Braunschweig havde 26. marts overskredet Rhinen ved Bacharach og vendte sig mod Mainz, som kapitulerede 22. juli. Han slog derefter den franske Rhin-hær 14. september ved Pirmassens, 28.—30. november ved Kaiserslautern samt belejrede Landau. Belejringen måtte dog hæves, da 40.000 østrigere, som under Dagobert Sigmund von Wurmser fra Heidelberg var rykkede ind i Elsass, 26. december blev slåede ved Weissenburg af Mosel-hæren, general Lazare Hoche. Både Wurmser og Hertugen af Braunschweig gik derefter tilbage over Rhinen, mens Rhin-hæren, Charles Pichegru, fra Strassburg fulgte efter til Mainz.

### Sydfrankrig og hærreformer
I Sydfrankrig havde royalisterne 29. august overgivet Toulon til englænderne, men en fransk hær tog den 18. december tilbage, under hvilken belejring kaptajn Napoleon Bonaparte særlig udmærkede sig. Også ved den italienske og den spanske grænse fandt en mængde kampe Sted.
De franske hære havde hidtil bestået af linjetropper og frivillige, hvilke sidste i alle henseender opførte sig så slet, at en forandring var nødvendig. 20. august indførtes almindelig værnepligt, og kort efter blev linjen og frivillige "amalgamerede", idet der deraf dannedes halvbrigader på 3 bataljoner.

## 1794

### Felttog i Holland
Ved levée en masse ("masserekruttering") kunne Lazare Carnot begynde felttoget med 500.000 mand, fordelte på 14 hære. På Nordgrænsen samledes 180.000 mand under Pichegru mod 155.000 østrigere, englændere og hollændere. Coburg vendte sig mod Landrécies, der kapitulerer 30. april, hvorefter der kæmpes uden afgørende resultat mellem floderne Lys og Sambre. Carnot kaldte så Mosel-hæren, Jourdan, til Nordhæren. Jourdan indeslutter Charleroi og dækker belejringen ved opstilling ved Fleurus, som Coburg
angriber 26. juni. Han taber slaget, og de allierede splitter sig i 3 dele. Østrigerne under Clerfait gik bag Boer, Jourdan fulgte dem med 60.000 mand og besatte 9. juli Bruxelles samt slog Clerfait 3. oktober ved Aldenhoven, hvorefter hele venstre Rhin-bred faldt i hans hænder og 4. november Maastricht. Pichegru fulgte englænderne under prins Frederick af England, hertugen af York, der gik tilbage mod Nijmegen, hvilken erobredes 6. november, mens hollænderne (under Fyrsten af Orange) holdtes
indesluttede i Antwerpen; York vendte tilbage til England og overlod befalingen til Johann Ludwig von Wallmoden.
Pichegru ville imidlertid erobre hele Holland, og det lykkedes, fordi frosten lagde bro over vandene, og de allierede ikke kunne forliges. Wallmoden kom i januar tilbage til Tyskland; den hollandske hær, som var gået tilbage til Haag, blev afvæbnet, og den hollandske flåde, der lå indespærret af is ved Texel, erobret.

### Felttog i Tyskland
Imod øst havde foruden Mosel-hæren først 50.000 mand, Jourdan, (senere overtog Jean Victor Marie Moreau befalingen over de resterende 10.000 mand), Rhin-Hæren, 50.000 mand, Michaud, taget opstilling fra Longwy over Speyer til Basel; målet var at tilbageerobre Mainz. Af de allierede stod her 62.000 preussere, Wichard Joachim Heinrich von Möllendorf, ved Trier 9.000 østrigere, Blankenstein, 60.000 østrigere, Sachsen-Teschen, samt 25.000 emigranter og rigstropper, Hohenlohe, fra Basel til Mainz.
Preusserne skulle rykke mod Metz for at lette Coburgs fremtrængen, Sachsen-Teschen skulle understøtte operationen, men fastholde Rhinen. Franskmændene forholdt sig temmelig passive,
navnlig efter Jourdans bortmarch, og først da Moreau havde fået 15—20.000 mands forstærkning, grebes offensiven. Möllendorf kunne forinden fordrive franskmændene fra Kaiserslautern og afslå deres angreb 2.—3. juni, hvorefter han dog gik noget tilbage. I september gik han atter frem i Hunsrück; men da Clerfait var tvunget tilbage over Rhinen, fandt preusserne deres Stilling for eksponeret og gik 23. oktober ved Bingen over Rhinen, hvorefter Jean Baptiste Kléber med 32.000 mand belejrede Mainz. Lige over for Hohenlohe indtog Rhin-hæren først en stilling ved Wörth, og efter at være forstærket erobredes linjerne ved Weissenburg 14. juli, hvorefter Hohenlohe gik tilbage til Mannheim.
Da England fra 1. oktober inddrog sine subsidier, og Preussen desuden behøvede 20.000 mand i Polen, sluttede de 5. april 1795 i Basel fred med Frankrig.

### Felttog i Italien og Spanien
I Italien stod 40.000 østrigere og piemontesere imod 36.000 franskmænd, Dumerbion, ved Nizza og 35.000 mand, Guillaume Mathieu, hertugen af Dumas, i Alperne. Den første stormede 10. maj Col di Tenda, men en samvirken mellem de to hære opnåedes ikke.
Ved Østpyrenæerne trængte 50.000 franskmænd under Jacques François Dugommier spanierne og portugiserne ud af Frankrig og erobrede flere kystbyer i Katalonien. Samtidig trængte 40.000 franskmænd, Müller (senere Bon-Adrien Jeannot de Moncey), 20.000 spaniere tilbage til Pamplona. Dugommier angreb 17. november Spanierne ved Figueras, men faldt; ved et nyt forsøg 20. november kapitulerede byen. Spanierne begyndte derefter under Urrutia en folkekrig, men Moncey’s energiske fremrykning bevirkede, at også Spanien 25. juli 1795 sluttede fred i Basel.

## 1795
Efter at preusserne var faldne fra, var østrigerne og rigstropperne under Clërfait ene om at forsvare Rhinen mod Jourdans og Pichegrus hære. Den største del af året hengik med underhandlinger, mens Franskmændene belejrede Luxembourg, som efter syv måneders forsvar overgav sig 6. juni.

### Felttog i Tyskland
Operationerne optoges i september. Da stod Clërfait med 97.000 mand i fire grupper fra Ruhr til Neckar, Wurmser med 87.000 mand fra Neckar til Basel, en linje på 500 km, mens franskmændene på venstre Rhin-bred havde 97.000 mand (Sambre- og Maas-Hærene) under Jourdan mellem Krefeld og Neuwied og 85.000 mand (Rhin- og Mosel-hærene) under Pichegru foran Mainz, Mannheim og ved Strassburg. Jourdan skulle først gå over Rhinen, derefter Pichegru bryde frem over Mannheim. Efter at François Séverin Marceau-Desgraviers 1. — 2. september, fra Koblenz havde demonstreret mod Neuwied, gik Kléber 7. september med 40.000 mand over Rhinen ved Krefeld og dernæst mod Düsseldorf, hvorfra østrigernes højre fløj, grev Erbach, fordreves, så Jourdan kunne komme over ved Köln og forene sig med Kléber. Begge trængte frem i Rhin-dalen, slog Wurttemberg 13. september ved Siegburg, hvorefter han og Erbach trak sig bag Lahn, hvor også Wartensleben fra Neuwied drog hen, så også Marceau kunde komme over. Jourdan havde nu 70.000 mand og slog dermed østrigerne ved Diez og Limburg 20. september. De optoges af Clerfait, der koncentrerede sig syd for Main, mens Jourdan opstillede sig ved Höchst og lod Ehrenbreitstein og Mainz cernere.
Pichegru, som havde taget Mannheim, men derefter forblev 14 dage uvirksom, rykkede 20. september ind i Neckar-dalen, men blev 24. september slået ved Handschuchsheim af Peter Quasdanovich, Wurmsers højre fløj, hvorefter Wurmser koncentrerede sig ved Neckar. Clerfait anså da øjeblikket for gunstigt til at kaste sig over Jourdan og rykkede 10.—11. oktober med 42.000 mand over Main øst for Frankfurt hen imod Limburg, hvorved Jourdan blev tvunget tilbage over Rhinen ved Neuwied og Düsseldorf. Derefter gik Clërfait med 30.000 mand mod Mainz (mens Wurmser 18. oktober slog Pichegru ved Mannheim), lod resten stå foran Neuwied og slog det franske blokadekorps fuldstændig 29. oktober, så det gik tilbage til Nahe. Clërfait vendte sig derefter mod Pichegru, som han 10. november slog ved Pfeddersheim, mens Wurmser indtog Mannheim 22. november. Disse sejre udnyttedes ikke på grund af uenighed imellem Wurmser og Clerfait; med denne åbnede Jourdan 18. december underhandlinger, hvilke førte til en 5 måneders våbenstilstand fra 1. januar.

### Felttoget i Italien
I Italien optrådte to franske hære, hver på 45.000 mand, i Savojen og ved Rivieraen under Kellerrmann. De allierede, 52.000 mand under de Vins, ventede understøttelse af den engelske flåde, admiral Nothan, ved Korsika; men østrigerne var i det hele uheldige, og gik i vinterkvarter. Franskmændene forstærkedes til 81.000 mand, den italienske hær, 60.000 mand, Barthélemy Louis Joseph Schérer, og Alpehæren Kellermann, hvorefter operationerne genoptoges. 23. november rykkede Scherer i 3 kolonner på 42.000 mand understøttet af flåden imod østrigernes forskansede stillinger i Rivieraen; de Vins var afløst af grev Wallis, og denne måtte gå tilbage til Vadi og Acqui.
Hidtil havde hære på 100 à 200.000 mand i måneder kæmpet om forholdsvis lidt vigtige punkter og splittet kræfterne over store områder (kordonsystemet), så man ingensteds var overlegen. Også kampene førtes på for stort et område, så de navnlig bestod i en række enkeltfægtninger; Overledelsen manglede energisk vilje og holdt sig ikke noget stort mål for øje. Clerfait’s operationer dannede dog en overgang til det bedre.

## Den napoleonske periode
Tekst mangler, hjælp os med at skrive teksten

## 1796

### Indledende felttog
I Italien stod Scherer med 32.000 mand i Rivieraen og Kellermann med 35.000 mand i Alperne. Lige over for stod 20.000 piemontesere ved Torino, Colli med 20.000 piemontesere og
østrigere ved Ceva, mens Johann Peter Beaulieu, som førte overbefalingen, havde 32.000 mand omkrring Alessandria med forposter fra Middelhavet over passet la Bocchetta til Collis. 27. marts overtog Bonaparte befalingen over den italienske hær, og hans plan gik ud på med samlet kraft at rykke frem fra Savona mod Carcare for at adskille piemonteserne og østrigerne; kun een brigade, Laharpe, skulle dække hans højre flanke ved Voltri, hvorimod Beaulieu også rykkede frem. Laharpe måtte vige; men da
Beaulieu hører, at Bonaparte er gået mod Carcare og 12. april har overvældet de østrigske forposter ved Montenotte og Millesimo, vender han hårdt trængt af Masséna om.
13. april gør Bonaparte et stød mod Eugène-Guillaume Argenteau, som han besejrer 14.—15. april ved Dego, hvorefter han efterladende ringe styrke mod denne slutter sig til Augereau, som 13. april har indesluttet Giovanni Marchese di Provera i slottet Casseria, og til Serrurier, der var rykket frem fra Garessio mod Colli.
Denne besejres 17. april ved Ceva, 22. april ved Mondovi og forfølges til Fossano. Torino-hoffet afslutter så 28. april en våbenstilstand (senere fred), ifølge hvilken fæstningerne Coni, Tortona og Ceva kommer i Bonapartes besiddelse (yderligere forlanges, at Po-broen ved Valenza ikke må ødelægges).

### Første belejring af Mantua
Beaulieu havde imens samlet sine kræfter i Lomellina, ventende et angreb over denne bro, men Bonaparte marcherede direkte mod Piacenza, så hans modstander hurtig måtte gå tilbage og 7. maj nåede Pavia; samme dag overskred franskmændene Po og slog den østrigske bagtrop 10. maj ved Lodi. Herefter besatte Bonaparte 15. maj Milano, hvis citadel overgav sig 29. juni, mens østrigerne gik bag Mincio og forstærkede Mantova; men franskmændenes fortsatte fremrykning tvang dem til at gå til Tyrol fulgt af André Masséna, som besatte Rivoli, og Sauret, som standsede ved Salo. Også Bologne og Ferrara blev besatte, paven tvunget til at afslutte en våbenstilstand, Toscana erobret og Mantua indesluttet (fra 5. juni); Wurmser med 25.000 mand fra Rhinen og 20.000 Mand af Beaulieus hær rykkede i juli frem på begge sider af Gardasøen mod Masséna og Sauret. Den sidste kunne 29. juli ikke standse sin modstander Quosdanowich, hvad der var så farligt for Bonaparte, at denne 31. juli hævede Mantuas belejring og prisgav hele sin skytspark for at bekæmpe Quosdanovich, der efter fægtningerne ved Lonato 3.—4. august, kastes tilbage i Alperne, hvorefter Bonaparte vender sig mod Wurmser, som han 5. august besejrer ved Castiglione, efter at dog forinden Mantua var blevet provianteret og dens besætning bragt op til 16.000 mand.

### Anden belejring af Mantua
Wurmser gik tilbage til Trient, og Mantuas belejring genoptoges. Den anden undsætning forsøgtes i begyndelsen af september, atter i to kolonner: Wurmser med 20.000 mand over Bassano, Davidovich med 20.000 mand ad Etsch-dalen mod Verona. Samtidig greb Bonaparte offensiven: Claude-Henri Belgrand de Vaubois vest om Gardasøen mod Riva, Masséna
ad Etsch-Dalen mod Ala, understøttet af Augereau til højre. 4. september angribes Davidovich syd for Trient og kastes tilbage, hvorefter Bonaparte over dette punkt rykker efter Wurmser, hvis bagtrop han slår flere gange og ham selv ved Bassano 8. september, hvorved han nødsages til over Legnano at kaste sig ind i Mantua, hvis besætning derved vokser til 30.000 mand.
Det 3. undsætningsforsøg overdrages József Alvinczi, som med 30.000 mand rykker frem fra Friault mod Verona, mens Davidovich med 18.000 mand atter går ad Etsch-dalen. Han erobrer Trient 4. november og trænger Vaubois tilbage til Rivoli, mens Alvinczy 5. november når Brenta-floden; Bonaparte, som af hensyn til Mantuas stærke besætning hidtil ikke har turdet fjerne sig fra Verona, angriber Alvinczy 6. november; han må gå tilbage, fulgt af Alvinczy, som tager stilling ved Caldiero. For at skaffe sig luft angriber han østrigerne, forgæves, 12. november, hvorfor Bonaparte, trængt fra to sider, beslutter over Verona langs Etschs sydlige bred at angribe Alvinczys fløj ved Ronco, som tages
15. november. Ved heftige kampe 16. og 17. november om broen ved Arcole, som omsider tages, tvinges Alvinczy tilbage i nordøstlig retning, og Bonaparte kan nu uhindret med hele sin styrke kaste sig over Davidovich, som 17. november havde kastet Vaubois tilbage fra Rivoli og nu selv 18. og 19. november nødsages til retræte. For sent vendte Alvinczy tilbage til1 Caldiero (21. november), thi Davidovich’s uheld tvang ham nu til at
søge bag Brenta.

### Mantua falder
Det 4. Undsætningsforsøg fandt sted i begyndelsen af januar 1797. Østrigerne havde samlet 50.000 mand, og mens Alvinczy med hovedstyrken gik fra Trient mod Rivoli, hvor han 13. januar angreb Joubert, gik Bajalich med 5.000 mand fra Bassano mod Verona og Provera med 10.000 mand fra Padua over Legnano mod Mantua. Bajalichs angreb var kun en finte, hvilket Masséna opdagede allerede ved Caldiero, så han vendte om og sammen med Bonaparte og Louis Emmanuel Rey kom tids nok til Rivoli for at støtte Joubert. 14. januar gentog Alvinczy sit angreb, som var lige ved at lykkes; men omsider sejrede franskmændene, og østrigernes angreb 15. januar skjulte blot deres tilbagetog. Provera i kamp med
Augereau var kommet nær Mantua, men Bonaparte havde allerede 14. januar erfaret hans fremrykning og ilede nu med Masséna til fæstningen, slog Provera 16. ved la Farvorita og tvang ham til at nedlægge våbnene, hvorefter Wurmsers udfald 17. januar let afvistes. Herefter rykkede Bonaparte frem til Brenta og Trient, og efter Mantuas kapitulation 2. februar 1797, hvorved 16.000 østrigere faldt i fangenskab, til Kirkestaten, så paven 19. februar måtte slutte fred i Tolentino.

### Felttog i Tyskland
Mens Bonaparte angreb i Italien, skulle ifølge Garnots plan Jourdan med 76.000 mand fra Nedre-Rhin trænge frem mod Franken og Moreau med 78.000 mand fra Elsass mod Bayern, hvorefter begge skulle se at nå Wien, mens Moreau gennem Tyrol trådte i forbindelse med Bonaparte. Østrigerne, som havde været heldige året forud, ville tage offensiven fra Pfalz, idet ærkehertug Karl stod med 90.000 mand Sydvest for Mainz og mellem Sieg og Lahn (Wurttemberg), mens Wurmser med 80.000 mand udstrakte sig fra Basel til Mannheim.
Dagen forinden fjendtlighederne kunne begynde (1. juni), afmarcherede dog Wurmser med 25.000 mand til Italien, og Karl besluttede derfor foreløbig at forholde sig defensiv. Allerede 31. maj gik Kléber ved Mühlheim over Rhinen, næste dag over Sieg og angreb Wurttemberg 4. juni ved Altenkirchen, så denne måtte gå bag Lahn og afløstes af Wartensleben. Jourdans øvrige styrke, med undtagelse af Marceau ved Nahe, gik ved Neuwied over Rhinen, så han 12. juni stod samlet ved Lahn, mens Karl med 32 bataljoner og 81 eskadroner indtraf ved Wetzlar, hvor han 15. juni slog Jourdans venstre fløj og 19. juni Kléber ved Uckerath, så begge vendte om til Neuwied og Düsseldorf iagttagne af Wartensleben med 30.000 mand ved Sieg. Med den øvrige styrke rykker Karl 21. juni til Neckar for at dække Øvre-Rhin; 30.000 mand forbliver ved Mainz, og Wurmsers eftermand, grev Latour, får ordre til at opstille sig ved Offenburg.
Moreau havde 20. juni samlet sig ved Strassbourg, og idet han demonstrerede mod Mannheim og Hüningen, gik han 24. juni med 4 divisioner over Rhinen ved Kehl, medens 3 divisioner fremsendtes mod Rauhe Alp, Kniebis-Passet og Rastadt, hvorhen Latour gik tilbage. På melding herom fremskyndte Karl sin march for at understøtte Latour, og disse i forening angreb franskmændene 9. juli med 60.000 mand ved Malsch, men angrebet mislykkedes, og Karl gik tilbage til Pforzheim.
Også Jourdan var 27. juni atter gået over Rhinen og havde 11. juli slået Wartensleben ved Friedberg, hvorpaa denne gik tilbage til Frankfurt. Han havde i alt kun 45.000 mand (Jourdan 70.000) og Karl kun 58.000 mand mod Moreaus 70.000 mand, hvorfor ærkehertugen 12. juli i Pforzheim besluttede at gå langsomt tilbage. Under tilbagegangen trængtes han hårdt af Moreau, hvorfor han angreb denne ved Neresheim 11. august. Kampen forblev uafgjort, og for at opnå forening med Wartensleben gik han 13. august ved Donauwörth over Donau, hvilken han 17. august atter overskred ved Ingolstadt og Neuburg, mens Latour med 35.000 mand opstillede sig bag Lech for at drage Moreau i sydlig retning. Wartensleben var 19. juli ankommet til Würzburg og 17. august over Bamberg til Naab, trængt af Jourdan, som sendte Bernadotte mod Neumarkt for at opsøge Moreau.
Karl slog Bernadotte 22. august ved Teiningen og nåede Neumarkt, hvorfra han opfordrede Wartensleben til sammen med ham at angribe Jourdan ved Amberg 24. august. Planen lykkedes, skønt Jourdan var advaret af Bernadotte, og franskmændene ilede tilbage over Schweinfurt mod Würzburg, hvor Karl 3. september tilføjede dem et nyt nederlag, så de gik bag Lahn; han tog 13. september Wetzlar og tvang Jourdan efter kampene ved Limburg 16. september og ved Altenkirch 19. september over Rhinen; denne nedlagde så kommandoen.
Karl lod 30.000 mand, Werneck, stå ved Sieg, mens han selv med 16.000 mand vendte sig mod Moreau. Denne var fra Neresheim gået mod Friedberg, hvor Lech forceredes 24. august. Wartensleben gik da imod given ordre til München og besatte Isar-linjen, som Moreau håbede at gennembryde 9. september ved Moosburg. Jourdans uheld nødte ham dog
11. september til ved Neuburg at gå tilbage, og forhindret af den imidlertid ved Eichstädt indtrufne general Nauendorf i at ile Jourdan over Nürnberg til hjælp gik han mod Ulm, hvor Nauendorf 24. september forhindrede ham i at overskride Rauhe Alp, så han vendte sig mod Biberach, hvor han 2. oktober holdt Latour fra livet, så han kunne komme gennem Höllenthal; men ved Emmerdingen blev han 19.—20. oktober angrebet af Latours og Karls forenede kræfter og slået ved Schliengen 24. oktober, så han ved Hüningen måtte passere Rhinen. Karl belejrede derefter brohovederne ved Kehl og Hüningen, som kapitulerede 10. januar og 5. februar 1797; hans forslag om at gå til Italien for at redde Mantua blev derimod ikke påagtet.

## 1797
4. marts kom Karl til Italien, hvor han overtog befalingen over de splittede kræfter. Bonaparte havde ordre til gennem Tyrol at søge forbindelse med Hoche og Moreau, men besluttede i stedet for at støde mod Wien for at forhindre Karl i at samle sine kræfter. Mens 20.000 mand under Joubert trængte frem gennem Tyrol, gik Bonaparte selv 12. marts over Piave (Masséna over Feltre mod Belluno) og 16. marts over Tagliamento, hvorved østrigerne blev tvungne tilbage dels mod Laibach-Klagenfurth, dels mod Villach. Den første Kolonne fulgte Bernadotte, mens Bonaparte selv gik mod Tarvis og der forenede sig 24. marts med Masséna, Efter 3 dages rast optoges operationerne mod Villach, hvorhen også Joubert fik ordre til at støde. Efter flere kampe nåede Bonaparte 4. april Judenburg, Karl Leoben, hvor fredspræliminærer afsluttedes 18. april.
Franskmændene vendte så tilbage til Italien, hvor Venedig havde truet deres forbindelser, mens 17. april en opstand var udbrudt i Verona, hvorimod østrigerne rykkede fra Tyrol. Til straf besatte Bonaparte hele Venedig og senere de Ioniske Øer.
Ved Rhinen stod i beg. af året 60.000 mand under Moreau i Elsass, 70.000 mand under Hoche, der havde afløst Jourdan, fra Koblenz til Düsseldorf, mens østrigerne, i alt 130.000 mand, under Latour holdt Rhinen defensiv besat. Den blev 20. og 13. april overskredet af de to franske hære, men fredspræliminærerne i Leoben standsede operationerne, og 17. oktober
afsluttedes krigen ved freden i Campo Formio.

## 1798
I dette år fandt den franske invasion af Egypten sted.

## 1799
Frankrigs besættelse af Schweiz 1798 og overgreb i Rom og Napoli samt ekspeditionen mod Egypten fremkaldte den anden koalition.

### Hærenes størrelser
Østrig ville generobre Lombardiet, Rusland genindsætte Bourbonerne, England fremtvinge Ægyptens rømning. Det besluttedes, at Østrig og Rusland skulle optræde i Sydtyskland, Schweiz og Italien, mens senere et engelsk-russisk korps skulle erobre Holland. Frankrigs formål gik ud på i forbindelse med Schweiz og Holland at hævde sine nyerhvervede besiddelser; det opstillede følgende hære: 40.000 mand, Jourdan, mellem Strassburg og Basel; 30.000 mand, Masséna, i Schweiz mellem, Boden- og Vierwald-städter-sø (under ham Claude Lecourbe ved Skt Gotthard); 50.000 mand, Scherer, i Italien mellem Ghiere og Mincio; 50.000 mand, Jacques MacDonald, i Napoli; 10.000 mand, Guillaume Marie Anne Brune, i Holland.
På de allieredes side opstilledes 15.000 mand, Sztaray, ved Neumarkt; 30.000 mand, ærkehertug Karl, ved Lech; 25.000 mand, Hotze, i Vorarlberg og Graubürden; 50.000 mand, Bellegarde, i Tyrol; 80.000 mand, Kray (senere Suvarov), ved Verona og Legnano; hertil stødte 30.000 russere under Rosenberg, mens 30.000 andre under Alexander Korsakov var på march til Schweiz.

### Franske nederlag i Østrig
Jourdan gik 1. marts over Rhinen ved Kehl og Basel; Karl slog ham 20. marts ved Ostrach, 25. marts ved Stockach, hvorefter han blev stående ved Engen, indtil
Hofkrigsrådet tillod ham at rykke ind i Schweiz. Her overskred Masséna 6. marts Rhinen og besatte Lützenstieg samt kastede Hotze dagen efter mod Fellkirch. Samtidig var
Lecourbe fra Bellinzona rykket, ind i Engadin og stormede 16.—17. marts forgæves Martinsbruck, skønt understøttet af Dessoles, som fra Italien var gået over Bornino og havde kastet Laudon tilbage på Landeck. Bellegarde trængte så Lecourbe over Albula tilbage til Lenz og kom derved i forbindelse med Hotze, som 14. maj kastede franskmændene over Rhinen og dernæst over Skt Gallen nærmede sig Karl, og 20.—21. maj overskred Rhinen ved Stein og Schaffhauseri, så foreningen kunne foregå ved Winterthur. Masséna samlede da alle sine kræfter ved Zürich, men blev af østrigerne slået her 4. juni, så han måtte indtage en stilling på Albis-bjerget.
Af Bellegarde’s styrke kaldte Sinarov 20. maj 25.000 mand til Italien, hvilke over Splügen marcherede til Alessandria.

### Franske nederlag i Italien
I Italien angreb Scherer 26. marts med 45.000 mand forgæves østrigernes befæstede stillinger ved Pastrengo og Verona; lige så lidt lykkedes det at overskride Etsch nedenfor Verona, Kray greb da 5. april offensiven og slog Scherer totalt ved Magnano, så han måtte gå bag Oglio (20. april). Nu indtraf Suvarov med Rosenberg, og de allierede rykkede over Brescia mod Scherer bag Adda; 26. april overgav han befalingen til Moreau; denne måtte gå tilbage til Alessandria (7. maj), da Vukässovich 28. april tvang Serrurier til at nedlægge våbnene ved Verderis.
Suvarov besatte 29. april Milano og optog forbindelsen med Schweiz og Tyrol; 1. maj overskred østrigerne Po ved Piacenza for at angribe Alessandria, mens Rosenberg gik til Lomellina og 12. maj forgæves søgte at komme over Po ved Bassignana. 16. maj led imidlertid en af Moreaus divisioner et nederlag ved S. Giuliano, hvorpå han, også tvunget af opstanden i Piemont, i al hemmelighed rømmede Alessandria og over Mondovi og Acqui gik til Rivieraen og Savona. Suvarov besatte derpå 26. maj Turin. Alessandria belejredes, Milanos Citadel tillige med Peschira, Ravenna og flere faste punkter kapitulerede.
Med Bellegardes tropper rådede Suvarov nu over 120.000 mand; Felttogets skæbne afhang navnlig af, om Macdonald i Rom kunne forene sig med Moreau. Den første rykkede over Modena til Piacenza for at angribe de allierede fra øst, mens Moreau samtidig skulle bryde frem fra Genua imod nord. Suvarov brød 15. juni med 25.000 mand fra Alessandria op imod Macdonald, som 17. juni forgæves prøvede på at forjage general Ott fra Tidone, så han tog stilling ved Trebbia. Her kom det 18—19. juni til en heftig kamp (35.000 allierede
mod 40.000 franskmænd), i hvilken Macdonald lå under, så han med et tab af 13.000 fanger måtte gå tilbage til Lucca. Moreau havde 20. juni angrebet Bellegarde ved S. Giuliano; men da han erfarede, at Suvarov, efter at have slået Macdonald, ilede Bellegarde til understøttelse, gik han tilbage til Bocchetta; Moreau nåede over Sarzana 16. juli Genua. 5. august overtog Joubert befalingen over de to hære, som var bragte op til 45.000 mand, og han besluttede at tvinge Suvarov ved Alessandria til slag, inden Kray, som 21. juli havde indtaget Mantua, kunne indtræffe. Foreningen havde imidlertid allerede fundet sted; Suvarov rykkede Joubert i møde og slog ham 15. august ved Novi (Joubert faldt), hvorefter franskmændene under Moreau gik tilbage til Rivieraen.
Uenigheder mellem østrigerne og russerne førte til en ny gruppering, af Kræfter, idet østrigernes 65.000 mand under Michael von Melas skulle forblive i Sydpiemont, Suvarov med russerne gå til Schweiz. Melas indtog 16. september en centralstilling ved Bra med 20.000 mand fremskudte i Alpe-dalene og 5.000 mand under Klenau ved Sarzana. Af franskmændene stod 50.000 mand nord for Apenninerne, 10.000 mand i Genua, Gavi og Coni, mens Alpe-hæren under Jean Étienne Championnet forgæves søgte at trænge frem i Alpe-dalene. Championnet fik nu befalingen over den italienske hær og samlede sine hovedkræfter ved Coni for derfra at trænge frem ad Stura-dalen mod Melas. Denne gik ham i møde og slog ham 4.—5. november ved Fassano, så at han måtte vende tilbage til Genua og Savona. Coni kapitulerede 3. december, hvorefter hærene gik i vinterkvarter.

### Franske sejre i Schweiz
I Schweiz rykkede Lecourbe 14. august frem ad Reuss-dalen og besatte Skt Gotthard og Simplon, mens en del af Jourdans tropper forstærkede Masséna. Til gengæld ankom 20.000
russere under Korsakov 15. august til Schaffhausen og opstillede sig nord for Zürich-søen. Karl angreb derefter Massénas venstre fløj 17. august ved Dettingen, hvilket mislykkedes, og i henhold til den mellem Østrig og Rusland trufne overenskomst og på melding om, at franskmændene rørte sig ved Mellem-Rhin, rømmede han 31. august—1. september Aar-linjen og Zürich, idet Suvarov skulle have overbefalingen i Schweiz. Med 25.000 mand og 22 bjergkanoner (resten gik til Verona) nåede han 15. septembwr egnen syd for Bellinzona og ville med Hotze og Korsakov angribe Masséna fra tre sider. Denne kom sine modstandere i forkøbet og slog Korsakov 25. september ved Zürich, Hotze 26. september ved Linth, så de blev tvungne tilbage til Schaffhausen og Konstanz.
Suvarov rykkede 21. september fra Bellinzona, og forenet med en østrigsk brigade åbnede han efter blodige kampe 25.—26. september Skt Gotthard og kom til Altdorf. Men nu erfarede Suvarov Hützes og Korsakovs nederlag, og han vovede derfor ikke at angribe Masséna, men bøjedead fodstier af i Muotta-Dalen, hvor hans bagtrop angrebes, mens han selv 30. september måtte åbne sig vejen til Glarus, hvor han indtraf 1. oktober. Fortvivlet over situationen begav han sig over det uvejsomme Panix-pas, hvor mange omkom, til Chur (10. oktober). De få tusinder, som var tilbage, sluttede sig ved Bregenz til Korsakov.
I Tyskland gik general Müller i slutningen af august med 30.000 mand over Rhinen ved Mannheim og derfra til Heidelberg; men da ærkehertug Karl nærmede sig, gik han 12. september
atter tilbage over floden. Korsakovs nederlag kaldte atter Karl tilbage til Villingen, og Rhin-Hæren, som var forstærket og stillet under Lecourbe, gik 15. oktober atter frem fra
Oppenheim. Karls fornyede fremrykning tvang den dog tilbage.

### Felttoget i Holland
Ekspeditionen til Holland mislykkedes totalt. Den engelsk-russiske flåde med landgangstropper kom 27. august foran Texel, bemægtigede sig den hollandske flåde uden kamp, hvorefter en større hærstyrke landsattes ved Helder, hvilken først trængte sejrrig frem, men af general Guillaume Marie Anne Brune 10. oktober blev slået, ved Castricum; Hertugen af York måtte så 18. oktober afslutte en konvention, ifølge hvilken Holland skulle være rømmet efter 6 ugers forløb. Som følge af alle disse uheld og uoverensstemmelser med Østrig udtrådte zar Paul 1. af Rusland i december af koalitionen.

## 1800

### Napoleons statskup og omorganisering af hæren
Med Bonapartes tilbagekomst til Frankrig 9. oktober 1799 og hans statskup af 10. november indtrådte en ny tingenes tilstand. Moreau fik befalingen over Rhin-hæren og i Schweiz, i alt 120.000 mand fra Strassburg til Luzern. Masséna kommanderede 50.000 mand i Italien, opstillede fra Genua til Albenga, og Bonaparte skulle danne en reservehær på 40.000 mand ved Dijon. Lige over for stod kun østrigerne: Hovedhæren, 60.000 mand, under Kray fra Rastadt til Schaffhausen, Melas med 50.000 mand i Novi-Acqui-Ceva og foran Genua og i en Centralstilling ved Turin med detacheringer i Alpedalene.

### Felttoget i Italien
I Italien skulle Masséna holde sig omkring Genua, indtil reservehæren kunne understøtte ham. Melas’ hensigt var at trænge franskmændene tilbage over Var og derfra om muligt at nå Lyon for at slutte sig til Kray, der skulle komme via Besançon. Han begyndte operationerne 6. april ved at rykke frem til Savona og Voltri samt mod Bocchetta,
hvorved Massénas hær 21. april indesluttedes i Genua, som englænderne angreb fra søsiden.
Kun Louis Gabriel Suchet, der stod ved Albenga, undslap, hvorefter Ott belejrede Genua, mens Melas slog Suchet ved Oneglia og kastede ham over Var, hvorefter Gol di Tenda og Nizza blev besatte af østrigerne, som forberedte sig til at rykke ind i Provence. Da viste Bonaparte sig pludselig i Dora-Baltea-Dalen i ryggen på Melas. Dannelsen af reservehæren var foregået med stor hemmelighedsfuldhed; dens oprindelige bestemmelse var fra Schweiz at støtte Moreaus fremrykning i Sydtyskland og derefter over Skt Gotthard ile Masséna til Hjælp; men Melas’ held forandrede Bonapartes Plan, idet han 23. april besluttede over Genève og Store Skt Bernhard at føre 35.000 mand og 40 kanoner direkte til Italien, mens østrigerne skulle vildledes ved mindre kolonners fremrykning over Mont Genis og Lille Skt. Bernhard, samtidig med, at 25.000 mand af Moreaus styrke gik over Simplon og Skt. Gotthard.
Alpeovergangen foregik i seks trin 15.—20. maj, hvorved uhyre vanskeligheder måtte overvindes. (Fort Bard, som spærrede Dora-Baltea-Dalen, voldte særlig ulejlighed), men 27. maj var hæren samlet ved Ivrea (Ivrea—Lausanne, 200 km, i 14 dage), og Lannes gik herfra mod Chivasso, mens Bonaparte 2. juni besatte Milano, 3. juni Pavia, 6. juni Piacenza. Han baserede sig på Skt Gotthard og forstærkedes med tropperne fra Rhin-Hæren, ligesom også Lannes tilkaldtes.
Melas erfarede allerede 18. maj Bonapartes alpeovergang og marcherede straks til Turin, hvor han ville samle sig; da Bonaparte imidlertid var gået til Milano, ville han over
Piacenza se at redde sig til Mantua. Imidlertid kapitulerede Genua 4. juni efter et heltemodigt forsvar, hvorved Ott blev fri og afmarcherede til Tortona, men Bonaparte slog ham 9. juni ved Montebello, mens Melas, der for længe havde afventet den ved Gol di Tenda efterladte styrkes ankomst, først 10. juni nåede Alessandria. Her samlede han 28.000 mand for at angribe Bonaparte. I slaget ved Marengo 14. juni var Melas først den sejrende, da Bonaparte af frygt for, at Melas skulde gå til Genua, havde sendt Desaix med to divisioner imod syd. De ankom om eftermiddagen og bragte et omslag til veje, og Melas måtte 15. juni slutte overenskomsten ved Alessandria, hvilken gav ham fri afmarch til Mantua imod overgivelsen af alle fæstninger i Piemont, Lombardiet og Rivieraen. Desuden afsluttedes en våbenstilstand til 13. november.
Macdonald rykkede da med den italienske hær over Splügen ind i Tyrol, mens Bruno 25. og 26. december overskred Mincio ved Pozzolo; for disse hære måtte østrigerne vige til Treviso, hvor 16. januar en ny våbenstilstand sluttedes.

### Felttoget i Østrig
Bonaparte havde ønsket, at Moreau med samlede kræfter skulde rykke over Rhinen ved Schaflhausen for at omgå østrigernes venstre flanke, men dette fandt Moreau for farligt, hvorfor han overskred floden successive, nemlig: St Luzanne ved Kehl, St Cyr ved Breisach 25. april, Moreau ved Basel 27. april, Lecourbe ved Schaffhausen 1. maj. Pál Kray, som kun rådede over 60.000 mand, koncentrerede sig vest for Stockach og gjorde standsningsstød ved Engen 3. maj og ved Möskirch 5. maj, hvorefter han ved Sigmaringen gik over Donau for at forene sig med Michael von Kienmayer, der kom fra Strassburg. 8. maj gik han atter over Donau ved Riedlingen og angreb Moreau næste dag ved Biberach, men måtte derefter gaa tilbage til Ulm, hvor han forblev 10. maj—22. juni, mens Moreau forgæves søgte at lokke ham derfra. Efter Marengo gik dog Karl svagt forfulgt til Neuburg og Regensburg, mens Moreau besatte München. Våbenstilstanden ved Parsdorf standsede operationerne til 13. november.
Moreau stod da med 90.000 mand ved München og Ingolstadt, mens 36.000 mand skulle støde til fra Holland. Af østrigerne stod 90.000 mand under Ærkehertug Johan ved Inn. 20.000 mand under Johann von Hiller i Tyrol, 25.000 mand fra Regensburg til Neuburg. Hensigten var at lade Hovedhæren overskride Isar ved Landshut, forene sig med kræfterne ved Regensburg og derefter angribe Moreau i ryggen ved Dachau, men det uheldige vejrlig forsinkede bevægelserne, så Johan først 29. november kom til Neumarkt, hvor han erfarede, at Moreau var rykket til Inn.
Den oprindelige plan ændredes da derhen, at modstanderen, der stod på fronten Haag-Rosenheim med hovedkræfterne ved Hohenlinden, skulle angribes frontalt. Østrigerne koncentrerede
sig derfor 30. november ved Ampfing, 1. december blev Moreaus venstre Fløj kastet tilbage ved Haun, 2. december nåedes Haag, hvorefter Johan i den tro, at franskmændene ville vige, for 3. december udgav en almindelig marchdisposition. Moreau kunne derfor overraskende angribe ham og slå ham ved Hohenlinden, hvorved Johan blev tvunget tilbage til Salzburg og derfra til Mölck. Her overtog Ærkehertug Karl atter overbefalingen og afsluttede 25. december våbenstilstand i Steyer.
9. februar 1801 sluttede Frankrig fred med Østrig og det Tysk-romerske rige i Luneville.